# Qatar ExxonMobil Open 1998 - Qualificazioni doppio
Le qualificazioni del doppio  del Qatar ExxonMobil Open 1998 sono state un torneo di tennis preliminare per accedere alla fase finale della manifestazione. I vincitori dell'ultimo turno sono entrati di diritto nel tabellone principale. In caso di ritiro di uno o più giocatori aventi diritto a questi sono subentrati i lucky loser, ossia i giocatori che hanno perso nell'ultimo turno ma che avevano una classifica più alta rispetto agli altri partecipanti che avevano comunque perso nel turno finale.
Le qualificazioni del doppio del torneo Qatar ExxonMobil Open 1998 prevedevano 4 coppie partecipanti di cui una è entrata nel tabellone principale.

## Teste di serie
1. Marius Barnard /  Chris Wilkinson (Qualificati)

1. Petr Korda /  Daniel Vacek (primo turno)

## Qualificati
1. Marius Barnard  /   Chris Wilkinson

## Tabellone

### Legenda
| - Q = Qualificato - WC = Wild card - LL = Lucky loser | - ALT = Alternate - SE = Special Exempt - PR = Protected Ranking | - w/o = Walkover - r = Ritirato - d = Squalificato |

|  | Primo turno | Primo turno                    | Primo turno                   | Primo turno | Primo turno |  |  | Ultimo turno | Ultimo turno                   | Ultimo turno | Ultimo turno | Ultimo turno |  |
|  |             |                                |                               |             |             |  |  |              |                                |              |              |              |  |
|  | 1           | Marius Barnard Chris Wilkinson | 4                             | 6           | 6           |  |  |              |                                |              |              |              |  |
|  |             | Bill Behrens Andrej Čerkasov   | 6                             | 1           | 4           |  |  | 1            | Marius Barnard Chris Wilkinson | 6            | 2            | 6            |  |
|  |             | Michael Kohlmann Tomas Nydahl  | Michael Kohlmann Tomas Nydahl | 7           | 6           |  |  |              | Michael Kohlmann Tomas Nydahl  | 1            | 6            | 3            |  |
|  | 2           | Petr Korda Daniel Vacek        | Petr Korda Daniel Vacek       | 5           | 3           |  |  |              |                                |              |              |              |  |